# Джордж Стенлі Фабер
Джордж Стенлі Фабер (англ. George Stanley Faber; 25 жовтня 1773 — 27 січня 1854) —  англійський богослов.
Найважливіші праці:
- «Dissertation on the mysteries of the Cabiri or the Great Gods of Phoenicia» (1803);
- «The Origin of Pagan Idolatry» (1806); «Sacred calendar of Prophecy» (1828);
- «Apostolicity of Trinitarianism» (1832); «Election» (1842); «Papal Infal libility» (1851).